# Cartoon Sushi
Cartoon Sushi è un programma televisivo animato statunitense e canadese del 1997, creato da Danny Antonucci e Keith Alcorn.
Ogni episodio presentava dei brevi cortometraggi animati prodotti a livello internazionale, insieme a materiale originale creato appositamente per la serie.
La serie è stata trasmessa per la prima volta negli Stati Uniti su MTV dal 17 ottobre 1997 al 23 giugno 1998, per un totale di 15 episodi in una stagione. In Italia la serie è stata trasmessa su MTV dal 1998.

## Episodi
| Stagione       | Episodi | Prima TV USA | Prima TV Italia |
| -------------- | ------- | ------------ | --------------- |
| Episodi pilota | 2       | 1997         | inediti         |
| Prima stagione | 11      | 1997-1998    | 1998            |
| Speciali       | 2       | 1998         | inediti         |